# Циблиев, Василий Васильевич
Васи́лий Васи́льевич Цибли́ев (род. 20 февраля 1954, село Приве́тное, Крымская область, РСФСР) — российский космонавт, генерал-лейтенант, начальник Российского государственного научно-исследовательского испытательного Центра подготовки космонавтов им. Ю. А. Гагарина с 2003 по 2009.

## Биография
В 1971 году окончил среднюю школу и поступил в Харьковское высшее военное авиационное училище лётчиков имени С. И. Грицевца, которое окончил в декабре 1975 года.
Службу лётчиком Циблиев начал в 296 истребительном полку в группе советских войск в Германии. Там он в августе 1976 года получил квалификацию «Военный лётчик 3-го класса». В ноябре того же года Циблиев переведён в 85-й Гвардейский истребительный авиационный полк, где в августе получил квалификацию «Военный лётчик 2-го класса», а в мае 1979 года — «Военный лётчик 1-го класса». Вскоре Циблиев стал командиром звена.
В ноябре 1980 года Василий Циблиев вернулся в СССР и продолжил службу командиром звена 161 авиационного полка в Одесском военном округе. В 1982 году его звено признано лучшим в полку, а Циблиеву присвоена квалификация «Лётчик-инструктор». В ноябре 1983 года Василий Циблиев назначен заместителем командира авиационной эскадрильи. Как один из лучших лётчиков полка Василий Циблиев в 1984 году был направлен для учёбы в Краснознамённую военно-воздушную академию имени Юрия Гагарина в Монино Московской области на командный факультет. По её окончании в июле 1987 года Циблиев получил диплом с отличием по специальности «Командно-штабная оперативно-тактическая авиация».
26 марта 1987 года решением Межведомственной комиссии по отбору в космонавты Василий Циблиев рекомендован для зачисления в отряд космонавтов ЦПК ВВС. 23 июля 1987 приказом ГК ВВС Циблиев был зачислен в отряд космонавтов ЦПК ВВС на должность кандидата в космонавты. С декабря 1987 по июль 1989 года он проходил общекосмическую подготовку и по её окончании получил квалификацию «Космонавт-испытатель». В программу ОКП входила и парашютная подготовка. В начале 1990 года Циблиеву присвоена квалификация «Инструктор парашютно-десантной подготовки». После ОКП Василий Циблиев продолжил подготовку к космическому полёту на ОК «Мир» в составе группы.
В октябре 1992 года Василий Циблиев начал непосредственную подготовку к полёту в качестве командира второго экипажа по программе ЭО-13 вместе с Юрием Владимировичем Усачевым. 24 января 1993 он был дублёром командира КК «Союз ТМ-16» Геннадия Михайловича Манакова.
С 8 февраля по 24 июня 1993 года Циблиев готовился уже в качестве командира основного экипажа по программе ЭО-14 вместе с Александром Александровичем Серебровым и французом Ж. П. Эньере. Несмотря на то, что Василий Циблиев ещё не имел опыта космического полёта, 30 июня 1993 года его назначили заместителем начальника управления ЦПК ВВС. Таким образом, Циблиев ещё до полёта юридически выбыл из отряда, но этот факт не помешал ему слетать в космос.
Свой первый космический полёт Василий Циблиев совершил с 1 июля 1993 по 14 января 1994 года вместе с Александром Серебровым, а также с Ж. П. Эньере, Геннадием Манаковым, Александром Полещуком, Виктором Афанасьевым, Юрием Усачёвым и Валерием Поляковым.
Вернувшись в ЦПК по окончании послеполётной реабилитации Василий Циблиев обратился к руководству с просьбой вернуть его в отряд космонавтов и 31 марта 1994 его просьба была удовлетворена. Он был назначен на низшую должность — космонавт-испытатель отряда космонавтов ЦПК ВВС и вновь начал подготовку к полёту в составе группы.
8 февраля 1995 года приказом Главнокомандующего ВВС Василий Циблиев был назначен заместителем командира отряда космонавтов.
21 февраля 1996 года Василий Циблиев был дублёром командира КК «Союз ТМ-23» Юрия Ивановича Онуфриенко. 25 марта 1996 Василий Циблиев начал подготовку к полёту в качестве командира первого экипажа. Полёт на КК «Союз ТМ-25» стал вторым для Василия Циблиева.
Свой второй полёт в звании полковника Циблиев провёл с 9 февраля по 14 августа 1997 года на станции «Мир».
В 1997 году окончил Московский государственный университет геодезии и картографии (МИИГАиК). Кандидат технических наук.

#### Происшествия на орбитальной станции «Мир»
В 22:30 23 февраля 1997 года, на 15 день 23-й миссии на станции возник пожар: произошло возгорание шашки на установке по производству кислорода «Электрон».
Позднее, 27 марта 1997 года экипажу Циблиева придётся устранить утечку ядовитого этиленгликоля. 9 апреля 1997 Циблиеву становится плохо, диагноз: торакальная ишемия.
25 июня 1997 года транспортно-грузовой корабль «Прогресс М-34» должен был состыковаться с комплексом, стыковку в ручном режиме проводил командир экипажа Василий Циблиев. Произошло столкновение грузового корабля с пристыкованным к «Миру» модулем «Спектр», который в результате аварии был разгерметизирован, станция на некоторое время потеряла ориентацию, было нарушено ее энергоснабжение. Это стало самой крупной аварией на «Мире» за 11-летнюю историю существования станции и едва не привело к её окончательному выходу из строя. Первоначально в аварии обвинили космонавтов, но затем обвинения сняли, а Василия Циблиева наградили орденом «За заслуги перед Отечеством» III степени.
14 августа, при возвращении на Землю на корабле «Союз», Циблиев и Лазуткин столкнулись с отказом двигателей мягкой посадки.
Статистика
| # | Стартовый корабль | Старт, UTC        | Экспедиция         | Корабль посадки | Посадка, UTC      | Налёт                        | Выходы в открытый космос | Время в открытом космосе |
| - | ----------------- | ----------------- | ------------------ | --------------- | ----------------- | ---------------------------- | ------------------------ | ------------------------ |
| 1 | Союз ТМ-17        | 01.07.1993, 14:32 | Союз ТМ-17, Мир-14 | Союз ТМ-17      | 14.01.1994, 08:18 | 196 суток 17 часов 45 минут  | 5                        | 14 часов 13 минут        |
| 2 | Союз ТМ-25        | 10.02.1997, 14:09 | Союз ТМ-25, Мир-23 | Союз ТМ-25      | 14.08.1997, 12:17 | 184 суток 22 часа 07 минут   | 1                        | 04 часа 59 минут         |
|   |                   |                   |                    |                 |                   | 381 сутки 15 часов 52 минуты | 6                        | 19 часов 11 минут        |

## Семья
- Супруга — Лариса Ивановна.
- Сын Василий (р. 1978) и дочь Виктория (р. 1983).

## Воинские звания
- лейтенант (23.10.1975);
- старший лейтенант (05.11.1977);
- капитан (05.12.1979);
- майор (20.03.1984);
- подполковник (29.10.1989);
- полковник (01.07.1993);
- генерал-майор (18.06.2001);
- генерал-лейтенант (16.12.2004).

## Награды
- Герой Российской Федерации (14 января 1994) — за мужество и героизм, проявленные во время космического полёта на орбитальном научно-исследовательском комплексе «Мир»[6];
- орден «За заслуги перед Отечеством» III степени (10 апреля 1998) — за мужество и героизм, проявленные во время длительного космического полёта на орбитальном научно-исследовательском комплексе «Мир»[7];
- медаль «За заслуги в освоении космоса» (12 апреля 2011 года) — за большие заслуги в области исследования, освоения и использования космического пространства, многолетнюю добросовестную работу, активную общественную деятельность[8];
- медаль «За боевые заслуги»;
- медаль Алексея Леонова (Кемеровская область, 2015) — за шесть совершённых выходов в открытый космос[9];
- восемь юбилейных и ведомственных медалей СССР и МО России;
- медаль «За укрепление братства по оружию» (НРБ);
- медаль «За выдающуюся общественную службу» (NASA Public Service Medal);
- Лётчик-космонавт Российской Федерации (14 января 1994) — за успешное осуществление космического полёта на орбитальном научно-исследовательском комплексе «Мир» и проявленный при этом высокий профессионализм[10];
- лауреат премии им. В. Высоцкого «Своя колея» (1997).